# Рыбальское (Полтавская область)
Рыбальское (укр. Рибальське) — село,
Гаркушинский сельский совет,
Миргородский район,
Полтавская область,
Украина.
Код КОАТУУ — 5323281403. Население по переписи 2001 года составляло 161 человек.
Село указано на трехверстовке Полтавской области. Военно-топографическая карта.1869 года как хутор Рыбалки

## Географическое положение
Село Рыбальское находится на левом берегу реки Хорол,
выше по течению на расстоянии в 1 км расположено село Гаркушинцы,
ниже по течению на расстоянии в 1 км расположено село Петровцы,
на противоположном берегу — сёла Ерки и Ярмаки.
Река в этом месте извилистая, образует лиманы, старицы и заболоченные озёра.
Рядом проходит автомобильная дорога Т-1715.